# Eupithecia theobromina
Eupithecia theobromina är en fjärilsart som beskrevs av Claude Herbulot 1954. Eupithecia theobromina ingår i släktet Eupithecia och familjen mätare. Inga underarter finns listade i Catalogue of Life.